# Juin 1858

## Événements
- France : conventions avec les Compagnies de chemin de fer.
- Cameroun : Alfred Saker fonde de la ville de Victoria. Traité entre les Britanniques et les chefs de Victoria pour installer une cour d’équité.
- Juin - juillet : Grande Puanteur de Londres.

- 14 juin, France : Claude Alphonse Delangle est nommé ministre de l'Intérieur (fin le 5 mai 1859).

- 20 juin, Inde : défaite des derniers rebelles à Gwalior. Les combats se poursuivent dans certaines régions pendant plus d’un an.
  - Les Britanniques renforcent leur domination par de sévères représailles (notamment à Delhi où des milliers de personnes sont tuées, souvent sans jugement) et une réorganisation de l’administration.

- 24 juin : création, pour le prince Napoléon-Jérôme Bonaparte, d'un ministère de l'Algérie et des Colonies, commandant supérieur des forces militaires de terre et de mer, pour remplacer le poste de gouverneur général.

- 26 - 27 juin : le traité de Tianjin renforce considérablement la puissance commerciale des Français et des Britanniques en Chine. Les Européens se retirent. Le gouvernement de Pékin refuse de ratifier le traité qui prévoit la résidence d’ambassadeurs à Pékin, l’ouverture de nouveaux ports au commerce, le droit des navires de guerre à mouiller librement dans les ports du Zhejiang et légalise le commerce de l’opium.

## Naissances en juin 1858
- 2 juin :
  - Heinrich Harder, artiste allemand († 5 février 1935).
  - Henry Scott Tuke, peintre britannique († 13 mars 1929).
- 10 juin : Xavier de Cardaillac, avocat, historien, traducteur et journaliste français († 29 décembre 1930).
- 14 juin : Édouard Jeanselme, français (Professeur de clinique des maladies cutanées et syphilitiques à l'hôpital Saint-Louis), († 9 avril 1935).
- 16 juin : Gustave V, roi de Suède.
- 24 juin : El Ecijano (Juan Jiménez Ripoll), matador espagnol († 5 février 1899).
- 25 juin : Georges Courteline, dramaturge français († 1929).

## Décès en juin 1858
- 10 juin : Robert Brown, botaniste britannique (° 1773).
- 15 juin : Ary Scheffer, peintre français d'origine hollandaise (° 10 février 1795).
- 24 juin : Ludwig Thienemann, médecin et un naturaliste allemand (° 25 décembre 1793).